# محمد البلوشي
محمد عبد الله البلوشي، المعروف باسم محمد الشيبة (مواليد 27 أغسطس 1989)، هو لاعب كرة قدم عماني مدافع. لعب لمنتخب الشباب والأولمبي. ويلعب حاليا لصالح نادي الوصل ومنتخب عمان. بدأ مسيرته مع نادي النهضة. احترف في منتصف موسم 2007/2008 في أهلي طرابلس الليبي. واحترف في موسم 2008/2009 في نادي العربي. أما في موسم 2009/2010 فقد احترف في نادي الوصل

## انجازاته
- درع الدوري العماني لكرة القدم 2006-07 مع النهضة
- كأس الخليج العربي 2009
- كأس الخليج للأندية 2009-10 مع الوصل

## روابط خارجية
- محمد البلوشي على موقع الاتحاد الدولي (مؤرشف)  (الإنجليزية)
- محمد البلوشي على موقع قاعدة بيانات كرة القدم.إي يو (الإنجليزية)
- محمد البلوشي على موقع ناشيونال فوتبول تيمز (الإنجليزية)
- محمد البلوشي على موقع Soccerway.com (الإنجليزية)
- محمد البلوشي على موقع كووورة